# Маистихи
Маистихи, Майстой-Эрк — река в России, правый приток Аргуна. Протекает по территории Итум-Калинского района Чеченской Республики. Длина реки составляет 14 км. Площадь водосборного бассейна — 96,3 км².
Начинается из ледников на северном склоне горы Тебулосмта. Течёт в северном направлении между хребтами Маисти и Тебулосским по ущелью, поросшему берёзовым лесом. Устье реки находится в 108 км по правому берегу реки Аргун.
Долина реки — центр исторической чеченской области Майста, в ней сохранилось множество средневековых башенных комплексов и погребений: Васеркел, Туга, Ца-Кале и др.

## Данные водного реестра
По данным государственного водного реестра России относится к Западно-Каспийскому бассейновому округу, водохозяйственный участок реки — Сунжа от города Грозный до впадения реки Аргун. Речной бассейн реки — Реки бассейна Каспийского моря междуречья Терека и Волги.
Код объекта в государственном водном реестре — 07020001212108200005870.